# 坎比醇
坎比醇（商品名），分子式C24H38O3，是一种人工合成的大麻素，可看作是9-去甲-9β-羟基六氢大麻酚（9-nor-9β-hydroxyhexahydrocannabinol，9-Nor-9β-HHC）的同系物，多了两个偕甲基和两个桥联亚甲基。